# Здравомыслов, Константин Яковлевич
Константи́н Я́ковлевич Здравомы́слов  (1863, Боровичи, Новгородская губерния — 1933, Боровичи, Новгородская губерния) — русский советский библиотечный деятель, книговед, библиограф

, историк.

## Биография
Родился 17 марта 1863 года[по какому календарю?] в семье священника Троицкого собора города Боровичи. Учился в Боровичском духовном училище с 1873 по 1877 год. В 1877 году поступил в Новгородскую духовную семинарию, которую окончил по первому разряду в 1883 году. В этом же году поступил в Санкт-Петербургскую духовную академию, которую окончил в 1887 году (XLIV курс), получив степень кандидата богословия за сочинение «Евангелическая педагогика Шумана», которое он писал у протоиерея, экстраординарного профессора Соллертинского.
После окончания академии Здравомыслов служил псаломщиком в выборгском Спасо-Преображенском соборе и делопроизводителем при Финляндском духовном правлении.
С 1889 года он стал учиться в Петербургском археологическом институте, который окончил в 1891 году и 12 мая 1891 года был зачислен в действительные члены института. 
Одновременно, 5 июля 1889 года он подал прошение о зачислении в духовное ведомство, в канцелярию обер-прокурора Святейшего синода, для занятий в Синодальном архиве; с 8 сентября того же года стал преподавать Закон Божий в Андреевской воскресной школе; 9 ноября был принят сверх штата «для занятий по назначению управляющего Синодальной канцелярией». На протяжении нескольких лет работал в Синодальном архиве «без содержания, получая вознаграждение по трудам и заслугам»; 1 января 1896 года стал архивариусом. В 1901—1902 годах неоднократно исполнял обязанности начальника архива, а 14 сентября 1903 года он стал начальником архива и библиотеки Синода. Во время работы составил описи журналов Синода и материалов Синодальной канцелярии за многие годы, собирал и описывал епархиальные архивы, сохранял сведения о времени возникновения архива, о составе, об условиях хранения документов, о суммах выделенных средств на содержание того или иного архива, о количестве служащих, о наличии справочной литературы и опубликованных документов. С 6 мая 1911 года имел чин действительный статский советник.
Здравомыслов является автором записки о задачах епархиальных церковно-археологических комитетов, созданных в 1906—1908 годах, и о требованиях к условиям хранения и описанию документов. По его инициативе 15 февраля 1906 года было принято синодальное определение об охране рукописей и старопечатных книг, которые было разрешено собирать в архив и синодальную библиотеку из церквей. Во время работы Здравомыслова в архиве Синода туда поступило свыше 400 старинных рукописей и более тысячи книг XVII—XVIII веков. Под его руководством были изданы три тома «Описание рукописей, хранящихся в Архиве Святейшего Правительствующего Синода» (составленное Антоном Никольским), «Список книг церковной печати, хранящихся в Библиотеке Святейшего Правительствующего Синода», «Опись документов и дел, хранящихся в Архиве Святейшего Правительствующего Синода, с указателями к ней. Дела Комиссии духовных училищ 1808—1839 гг.», тома «Полного собрания постановлений и распоряжений по Ведомству православного исповедания» (ПСПиР) за 1738—1741, 1796—1801, 1881—1894 годы, семь томов «Описания документов и дел, хранящихся в архиве Святейшего правительствующего синода» (ОДДС). Здравомыслов добился утверждения законов от 21 января 1910 года и от 25 июня 1911 года об обязательном бесплатном экземпляре некоторых произведений печати для библиотеки Синода и о присылке в Комиссию по разбору Синодального архива всех печатных изданий епархиальных церковно-археологических учреждений, отчётов об их деятельности и об открытии таких комиссий там, где их ещё не было. Помещения архива и библиотеки Синода при начальствовании Здравомыслова были расширены и оборудованы; библиотека Синода была приведена в порядок и систематизирована. По его инициативе синодальная библиотека пополнялась новейшими русскими и зарубежными справочниками и критическими исследованиями; в это время в ней появились «Patrologiae cursus completus» Жака Миня, «Glossarium mediae et infimae latinitatis» Шарля Дюканжа.
К. Я. Здравомыслов является автором многочисленных статей, некрологов, библиографических заметок в журналах «Христианское чтение», «Церковный вестник», «Церковные ведомости», «Исторический вестник», «Русский архив», «Вестник военного и морского духовенства», «Новгородские епархиальные ведомости», «Санкт-Петербургский духовный вестник», «Приходское чтение», «Приходский листок» и других. Он издавал свои сочинения в том числе и под псевдонимом «М-лов». При ближайшем участии Здравомыслова было подготовлено около двух третьих текстов статей, содержащих биографии духовных лиц, для Русского биографического словаря. Сочинение Здравомыслова «Иерархи Новгородской епархии от древнейших времён до настоящего времени: Краткие биографические очерки» включает 118 биографий. Здравомыслов — автор пятидесяти статей Православной богословской энциклопедии, двадцать пять из них остались в неопубликованной её части.
За свои научные труды Здравомыслов получил девять высочайших благодарностей; он был награждён пятью золотыми рецензентскими медалями за отзывы на сочинения Алексея Родосского, Ивана Покровского, Павла Луппова, подготовленные по поручению Императорской Санкт-Петербургской академией наук и Общества истории и древностей российских для представления на Уваровскую, Ахматовскую и Карповскую премии.
Здравомыслов исправил и дополнил более чем 400 из 1380 биографий в «Биографическом словаре студентов первых XXVIII курсов СПбДА» Родосского, и кроме того, в отзыве на эту книгу опубликовал таблицу для будущих составителей подобных словарей, содержащую сведения о справочных изданиях по 57 епархиям. Он, кроме того, позднее в качестве одного из составителей принял участие в подготовке «Биобиблиографического словаря» выпускников СПбДА 1871—1918 годов, работа продолжалась до 30-х годов XX века, но осталась незавершенной. Он был членом различных научных и благотворительных учреждений. С 1892 года Здравомыслов — почётный член и помощник председателя Общества попечения о бедных военного и морского духовенства, находившегося под покровительством императрицы Марии Феодоровны. С 12 ноября 1896 года он — делопроизводитель Комиссии по разбору и описанию архива Синода. 1 марта 1901 года Здравомыслов был назначен членом образованной при Императорской Санкт-Петербургской академии наук комиссии для установления правил пересылки рукописей и книг в русские и в заграничные общества. С 24 февраля 1904 года он — член Комиссии по вопросу о русском правописании при Отделении русского языка и словесности Императорской Академии наук. Он входил в Комитет по охране памятников старины, в совет Общества духовной и материальной взаимопомощи бывших питомцев Санкт-Петербургской духовной академии. С 1907 по 1917 год Здравомыслов по приглашению архиепископа Финляндского и Выборгского Сергия (Страгородского) участвовал в работе Комиссии по исправлению богослужебных книг, он фактически исполнял обязанности её секретаря, готовил справки в архиве Синода по истории исправляемых текстов. С 1908 года по 18 марта 1910 года Здравомыслов состоял в Комитете по реставрации Сампсониевского собора в Санкт-Петербурге в память Полтавской битвы. С 1909 по 1912 год он как представитель Ведомства православного исповедания участвовал в работе межведомственной комиссии, созданной при Министерстве внутренних дел Российской империи и Государственной думе для выработки первого законопроекта об охране памятников церковной старины. В 1912 году он входил в Комиссию по пересмотру правил об отношении церковной власти к обществам и союзам, возникающим в недрах Православной церкви и вне её. В январе 1915 года вошёл в созданную при Петроградской духовной академии Комиссию по научному изданию славянской Библии, был членом ревизионного комитета комиссии, присутствовал практически на всех её заседаниях до декабря 1920 года. С 1916 года Здравомыслов — действительный член Общества возрождения художественной Руси и член-корреспондент Общества любителей древней письменности. В марте 1917 года он вошёл в совет созданного Союза российских архивных деятелей. Он был почётным членом Воронежского, Новгородского и Полтавского церковно-археологических обществ, Новгородского общества любителей древности, членом Нижегородской губернии архивной комиссии, был участником археологических съездов, читал лекции по архивоведению.
Имущество Синода было конфисковано 29 января 1918 года. Архивное дело было реорганизовано и был создан Единый государственный архивный фонд, а 19 июля 1918 года было образовано Петроградское отделение фонда. После чего Здравомыслов возглавил второе отделение четвёртой секции Петроградского отделения архивного фонда, объединившего все архивы духовного ведомства. Основу второго отделения четвёртой секции составили бывший архив и библиотека Синода. В 1919—1922 годы многие профессора Петроградской духовной академии, после её закрытия: Иван Айвазов, Александр Бриллиантов, Александр Бронзов, Василий Верюжский, Николай Глубоковский, Иван Карабинов, протоиерей Пётр Лепорский, Пётр Смирнов, Борис Титлинов работали под руководством Здравомыслова. Благодаря деятельности второго отделения были спасены от гибели архивы и библиотеки Петроградских духовной академии и семинарии, Александро-Невской лавры, Петроградской духовной консистории, Римско-католической коллегии, многих Санкт-петербургских церквей и монастырей. Здравомыслов был переведён на должность старшего архивиста осенью 1925 года, но продолжал работать во втором отделении. В 1926 году в журнале «Красный архив» издал последнюю свою работу.
В марте 1929 года Здравомыслов был арестован, после четырёх месяцев тюремного заключения был выслан в административном порядке на три года: он жил во Владимире, в Рыбинске, в Юрьеве-Польском, в Твери. В конце декабря 1932 года вернулся в Ленинград, но со введением единой паспортной системы был вынужден уехать на родину — в Новгородскую область.
Был женат на дочери своего земляка протоиерея Василия Гиляровского; издал собрание проповедей своего тестя после его смерти в двух томах в 1905 году.
Умер Константин Яковлевич Здравомыслов в 1933 году.
«Биографический словарь иерархов РПЦ с введения на Руси христианства до 1918 г.» — главный труд Здравомыслова — остался неопубликованным. Этот словарь он начал составлять в 90-е годы XIX века и планировал закончить работу к 200-летнему юбилею Синода (февраль 1921 года).

## Печатные труды
- Иерархи Новгородской епархии от древнейших времен до настоящего времени : Крат. биогр. очерки / Сост. архивариус Арх. и Б-ки Святейш. синода К. Я. Здравомыслов. — Новгород : паровая тип. И. И. Игнатовского, 1897. — [2], 255 с.
- О сочинении душеполезных книг в XVIII столетии. — СПб.: Тип. Меркушева, 1905. — 31 с.
- Архив и библиотека Святейшего Синода и консисторские архивы. — СПб.: Синод, тип., 1906. — 61 с.
- Двухсотлетие Александро-Невской Свято-Троицкой Лавры (1713—1913 гг.). — СПб.: Синод, тип., 1913. — 17 с., 1 л. ил. — Отт. из: Церков. ведомости. — 1913.
- Смутное время на Руси и тогдашние русские люди: К 300-летию Дома Романовых. — СПб.: Синод, тип., 1913. — 59 с. — Отт. из: Приход, чтение. — 1913.
- Сведения о консисторских архивах и церковно-археологических учреждениях в епархиях, с проектом «Правил высочайше утвержденной архивно-археологической комиссии при Святейшем Синоде» и «Положения о церковно-археологических комитетах». — СПб.: Синод, тип., 1908. — 36 с.
- Сведения о существующих в епархиях церковно-археологических учреждениях и консисторских архивах. — Петроград: Тип. Гл. упр. уделов, 1917. — 36 с. — Отт. из: Сб. материалов, относящихся до архивной части в России. Т. 2. — Петроград, 1917.
- Отзыв о сочинении А. С. Родосского «Биографический словарь студентов, первых XXVIII-ми курсов С.-Петербургской Духовной Академии 1814—1869 гг. К 100-летию С.-Петербургской Духовной Академии». С.-Петербург, 1907 г., составленный К. Я. Здравомысловым. — СПб., 1909. — Отд. отт. из: Отчет о пятидесятом присуждении наград графа Уварова... — СПб., [1908]. — С. 45-82.
- Отзыв о сочинении И. М. Покровского «Казанский архиерейский дом, его средства и штаты, преимущественно до 1764 года. Церковно-археологические, исторические и экономические исследования. (В память 350-летия существования Казанской епархии 1555—1905 гг.)». Казань, 1906 г.., составленный К. Я. Здравомысловым. — СПб.: Тип. Имп. Акад. наук, 1909. — 16 с. — Отт. из: Отчет о сорок девятом присуждении наград графа Уварова... — СПб., 1906].-С. 79-94.
- Отзыв о сочинении П. Н. Луппова: а) Христианство у вотяков в первой половине XIX века. Исследование. Вятка, 1911 г. XXI + XVI + 568 + XXXIV с., с семью портр. вят. архиереев и с геогр. карт. Вотяц. р-на Вят. губ. в первой половине XIX в.; б) Материалы для истории христианства у вотяков в первой половине XIX века. Вятка, 1911 г. XVII + IV + 318 с., составленный К. Я. Здравомысловым. — Петроград: Тип. Имп. Акад. наук, 1916. — 21с. — Отт. из: Сб. отчетов о премиях и наградах за 1912 г.: (Премия им. М. Н. Ахматова). — СПб., 1918.-С. 273—292.
- Отзыв о сочинении профессора И. М. Покровского «Русские епархии в XVI—XIX вв., их открытие, состав и пределы. Опыт церковно-исторического. статистического и географического исследования». Т. 1 (XVI—XVII вв.). Казань, 1897 г. 5344+IXX стран. Т. 2. (XVIII в.). Казань, 1913 г. 892+XVIII+48 стран, составленный К. Я. Здравомысловым. — Петроград: Тип. Имп. Акад. наук, 1917. — 19 с. — Отд. отт. из: Отчет о пятьдесят шестом присуждении наград графа Уварова... — Петроград, 1918. — С.7-25.